# Jim Backus
James "Jim" Gilmore Backus (Cleveland, 25 februari 1913 — Los Angeles, 3 juli 1989) was een Amerikaanse radio-, televisie- en filmacteur. Daarnaast werkte hij als schrijver en sprak jarenlang de stem in van het tekenfilmfiguurtje Mr. Magoo.

## Biografie

### Jeugd
In zijn jeugd was Backus student aan het Kentucky Military Institute, maar werd van school gestuurd nadat hij met een paard door de centrale gang reed.

### Acteercarrière

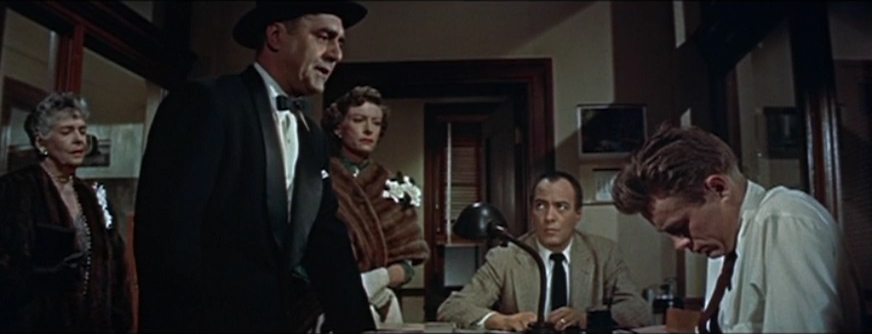
Backus (tweede van links) in een scène uit Rebel Without a Cause (1955).

Als acteur had Backus gedurende bijna vijftig jaar werk. Enkele van zijn werken waren de stem van het personage "Mr. Magoo", de rijke "Hubert Updike, III", uit de Alan Young radioshow, Joan Davis' echtgenoot in de serie I Married Joan, James Deans vader in de film Rebel Without a Cause en miljonair "Thurston Howell, III" in de sitcom Gilligan's Island. Dit laatste personage speelde hij tevens in de afgeleide animatieseries en de eerste twee televisiefilms. Wegens gezondheidsproblemen moest hij een rol in de derde televisiefilm afzeggen.
Backus speelde achtereenvolgens mee in Father was a Fullback (1949), The Wonderful World of the Brothers Grimm (1962), It's a Mad, Mad, Mad, Mad World (1963), Billie (1965), Where Were You When the Lights Went Out? (1968) en Prince Jack (1984).
Backus werd vaak gecast in reguliere rollen.
Backus had tijdelijk een eigen show getiteld The Jim Backus Show, ook bekend als Hot off the Wire, welke één seizoen liep.

### Schrijver
Backus en zijn vrouw Henny Backus schreven samen enkele humoristische boeken waaronder Only When I Laugh. Backus was een van de schrijvers voor het script van de film Mooch Goes to Hollywood. In 1984 schreef hij zijn autobiografie getiteld Backus Strikes Back.
Eind jaren 50 maakte Backus twee 45 RPM records, "Delicious" en "Cave Man".

### Tv-reclames
Backus deed verschillende tv-reclames. Als Mr. Magoo hielp hij de GE-producten te promoten. Hij was ook het aanspreekpunt voor La-Z-Boy in de jaren 70. In de jaren 80 werkte hij samen met Natalie Schafer aan een advertentie voor Orville Redenbachers Popcorn. Beide acteurs vertolkten voor deze reclame de rollen van hun personages uit Gilligan's Island.

### Dood
Gedurende de laatste paar jaar van zijn leven leed Backus aan de ziekte van Parkinson. Hij stierf aan de gevolgen van een longontsteking.